# Liste der Bodendenkmäler in Petersdorf (Schwaben)
Auf dieser Seite sind die Bodendenkmäler in der schwäbischen Gemeinde Petersdorf zusammengestellt. Diese Tabelle ist eine Teilliste der Liste der Bodendenkmäler in Bayern. Grundlage ist die Bayerische Denkmalliste, die auf Basis des Bayerischen Denkmalschutzgesetzes vom 1. Oktober 1973 erstmals erstellt wurde und seither durch das Bayerische Landesamt für Denkmalpflege geführt wird. Die folgenden Angaben ersetzen nicht die rechtsverbindliche Auskunft der Denkmalschutzbehörde.

## Gemarkung Alsmoos
| Lage                            | Objekt | Akten-Nr.     | Bild                                          |
| ------------------------------- | --- | ------------- | --------------------------------------------- |
| Alsmoos Kirchplatz 3 (Standort) | Mittelalterliche und frühneuzeitliche Befunde im Bereich der Katholischen Pfarrkirche St. Johannes Baptist in Alsmoos. | D-7-7432-0112 | Mittelalterliche und frühneuzeitliche Befunde |

## Gemarkung Gundelsdorf
| Lage                   | Objekt                                                 | Akten-Nr.     | Bild |
| ---------------------- | ------------------------------------------------------ | ------------- | ---- |
| Gundelsdorf (Standort) | Befestigung vor- und frühgeschichtlicher Zeitstellung. | D-7-7432-0051 |      |

## Gemarkung Petersdorf
| Lage                  | Objekt | Akten-Nr.     | Bild           |
| --------------------- | --- | ------------- | -------------- |
| Petersdorf (Standort) | Siedlung vorgeschichtlicher Zeitstellung, mittelalterlicher Burgstall. Siehe auch: Burgstall Appertshausen         | D-7-7431-0027 | weitere Bilder |
| Petersdorf (Standort) | Wegetrasse vor- und frühgeschichtlicher Zeitstellung.                                                              | D-7-7431-0049 |                |
| Petersdorf (Standort) | Mittelalterliche und frühneuzeitliche Befunde im Bereich der Katholischen Filialkirche St. Nikolaus in Petersdorf. | D-7-7432-0115 |                |

## Gemarkung Schönleiten
| Lage                                   | Objekt                                                                                                | Akten-Nr.     | Bild                                          |
| -------------------------------------- | --- | ------------- | --------------------------------------------- |
| Schönleiten Schloßstraße 21 (Standort) | Mittelalterliche und frühneuzeitliche Befunde im Bereich des ehemaligen Hofmarkschlosses Schönleiten. | D-7-7432-0117 | Mittelalterliche und frühneuzeitliche Befunde |
| Schönleiten Petersdorf (Standort)      | Wüstgefallener Hof des Mittelalters und der frühen Neuzeit (Wolfskehl).                               | D-7-7432-0163 |                                               |

## Gemarkung Willprechtszell
| Lage                                     | Objekt | Akten-Nr.     | Bild |
| ---------------------------------------- | --- | ------------- | ---- |
| Willprechtszell (Standort)               | Grabhügel vorgeschichtlicher Zeitstellung. Siehe auch: Hügelgrab | D-7-7431-0045 |      |
| Willprechtszell Kirchweg 1 (Standort)    | Mittelalterliche und frühneuzeitliche Befunde im Bereich der Katholischen Pfarrkirche Mariä Heimsuchung in Willprechtszell. Siehe auch: Mariä Heimsuchung (Willprechtszell) | D-7-7431-0242 |      |
| Willprechtszell Ringstraße 17 (Standort) | Mittelalterliche und frühneuzeitliche Befunde im Bereich der Katholischen Pfarrkirche St. Georg und Gregor in Hohenried. Siehe auch: Hohenried (Petersdorf)                 | D-7-7432-0119 |      |